# Tharosaurus
Tharosaurus („Ještěr z Thárské pouště“) byl rod středně velkého (asi 10 až 13 metrů dlouhého) sauropodního dinosaura z čeledi Dicraeosauridae, který žil v období střední jury (věk bath, asi před 168 až 165 miliony let) na území dnešní severozápadní Indie (stát Rádžastán).

## Objev a význam

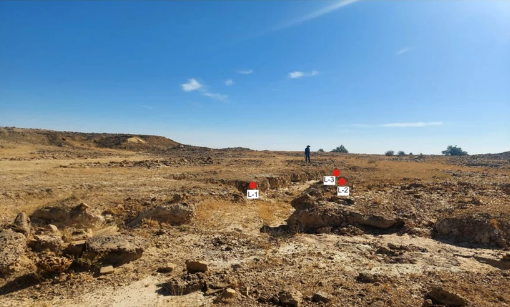
Souvrství Jaisalmer - typová lokalita druhu Tharosaurus indicus

Fosilie typového exempláře (sbírkové označení RWR-241 (A–K)) byly objeveny v sedimentech geologického souvrství Jaisalmer, představující někdejší pobřeží pramoře Tethys a mající stáří asi 168 až 165 milionů let. Lokalita objevu se nachází nedaleko města Jethwai v distriktu Jaisalmer na západě státu Rádžastán. Holotyp zahrnuje částečně dochované krční, hrudní a ocasní obratle a jedno žebro. Typový druh Tharosaurus indicus byl formálně popsán v roce 2023. Rodové jméno odkazuje k Thárské poušti, druhové pak ke státu, na jehož území byl objev učiněn.
Tharosaurus je k datu formálního popisu vůbec geologicky nejstarším známým zástupcem skupiny Diplodocoidea (možná s výjimkou čínského druhu Lingwulong shenqi se stářím kolem 174 milionů let) a zároveň historicky prvním diplodokoidem popsaným z Indie. Jedná se tak o další rozšíření geografické distribuce výskytu této skupiny sauropodů.

## Paleobiologie
Výzkum obratlů dikreosauridů potvrdil, že u nich byl přítomen rozsáhlý systém dutin a v nich umístěných vzdušných vaků, který zřejmě zlepšoval respiraci těchto sauropodů. Je zajímavé, že u některých dikreosauridů byly dutiny v obratlech a dalších kostech poměrně výrazně redukované.
Podle odborné práce publikované roku 2022 mohli být tito sauropodní dinosauři vybaveni jakýmsi "krčním hřebenem" z natažené kůže mezi trnovými výběžky cervikálních obratlů, který sloužil nejspíš k signalizační funkci.

## Systematické zařazení
Tento druh z čeledi Dicraeosauridae je podle autorů popisné studie sesterským taxonem k rodům Bajadasaurus a Pilmatueia, vzdáleněji pak k rodům Lingwulong, Amargatitanis a Suuwassea.